# Los placeres iluminados
Los placeres iluminados es un famoso cuadro realizado por Salvador Dalí en 1929. Está pintado al óleo y collage sobre lienzo, mide 23,8 x 34,7 cm y se encuentra en el Museo del Arte Moderno en Nueva York.

## Descripción
(Por completar)